# Moustapha Salifou
Moustapha Salifou (* 1. června 1983, Lomé) je tožský fotbalový útočník. Salifou hrál za francouzský fotbalový klub Stade Brestois a za národní reprezentaci.